# تامی هاتچیسون
 تامی هاتچیسون (انگلیسی: Tommy Hutchison؛ زادهٔ ۲۲ سپتامبر ۱۹۴۷) یک بازیکن فوتبال اهل اسکاتلند است.